# José Aurelio Suárez
José Aurelio Suárez García (Gijón, 18 december 1995) is een Spaans voetballer die als doelman speelt. Hij speelt sinds 2019 bij Girona FC. 

## Clubcarrière
Suárez begon met clubvoetbal bij TSK Roces de Gijón. Hij kwam in 2011 bij de jeugdopleiding van FC Barcelona. Met de Juvenil A, het hoogste jeugdelftal, won hij in 2014 de regionale groep van de División de Honor en de UEFA Youth League. Voorafgaand aan het volgende seizoen werd Suárez reservedoelman bij het tweede elftal. Hij debuteerde op 12 november 2014 in een wedstrijd voor de Copa de Catalunya tegen CE Europa. In 2017 werd Suárez gecontracteerd door Girona FC.

## Statistieken
| Seizoen         | Club            | Competitie         | Competitie | Competitie | Beker | Beker | Supercup | Supercup | Europa | Europa | Totaal | Totaal |
| Seizoen         | Club            | Competitie         | Wed.       | Dlp.       | Wed.  | Dlp.  | Wed.     | Dlp.     | Wed.   | Dlp.   | Wed.   | Dlp.   |
| --------------- | --------------- | ------------------ | ---------- | ---------- | ----- | ----- | -------- | -------- | ------ | ------ | ------ | ------ |
| 2014/15         | FC Barcelona B  | Segunda División A | 17         | 0          | —     | —     | —        | —        | —      | —      | 17     | 0      |
| 2015/16         | FC Barcelona B  | Segunda División B | 1          | 0          | —     | —     | —        | —        | —      | —      | 1      | 0      |
| 2016/17         | FC Barcelona B  | Segunda División B | 33         | 0          | —     | —     | —        | —        | —      | —      | 33     | 0      |
| Carrière totaal | Carrière totaal | Carrière totaal    | 51         | 0          | 0     | 0     | 0        | 0        | 0      | 0      | 51     | 0      |

1 Carlos ·
3 Gutiérrez ·
4 Martínez ·
5 López ·
6 Van de Beek ·
7 Stuani  ·
8 Tsyhankov ·
9 Ruiz ·
10 Asprilla ·
11 Danjuma ·
13 Gazzaniga ·
14 Romeu ·
15 Juanpe ·
16 Francés ·
17 Blind ·
18 Krejčí ·
19 Miovski ·
20 Gil ·
21 Herrera ·
22 Solís ·
23 Martín ·
24 Portu ·
25 López ·
27 Misehouy ·
Coach: Míchel